# ハクサンシャクナゲ
ハクサンシャクナゲ（白山石楠花、学名: Rhododendron brachycarpum）は、ツツジ属シャクナゲ亜属の低木。別名、シロバナシャクナゲ、ウラゲハクサンシャクナゲ。亜高山帯の暗い針葉樹林内を彩る代表的な花である。

## 特徴
北海道・本州（中部地方以北）・四国（石鎚山）、および朝鮮半島北部の亜高山帯から一部はハイマツ帯まで分布する。高山の針葉樹林に生える。
樹高は、亜高山帯では3メートル (m) ほどにもなるが、ハイマツ帯では環境が厳しいため50センチメートル (cm) にも満たない場合がある。老木の樹皮は不規則にはがれる。葉は長楕円形の革質で、縁が裏側に巻いていることが多い。成木の葉の裏は、毛が生えていることがある。
花期は7 - 8月。花色は白色から淡紅色で、内側に薄い緑色の斑点がある。
八重咲きの品種としてネモトシャクナゲ（ヤエハクサンシャクナゲ）（Rhododendron brachycarpum D.Don ex G.Don f. nemotoanum (Makino) Murata）がある。
北海道でエゾシャクナゲと呼ばれるものは、ハクサンシャクナゲの一品種ウラゲハクサンシャクナゲ（Rhododendron brachycarpum f. brachycarpum）である。

## 天然記念物
次の自生地が国の天然記念物に指定されている。
- 吾妻山ヤエハクサンシャクナゲ自生地（福島県福島市）-　ネモトシャクナゲは福島県の花になっている。
- 草津白根のアズマシャクナゲおよびハクサンシャクナゲ群落（群馬県吾妻郡草津町）

## 関連画像
|               |               |    |
| 花 蝶ヶ岳にて | 蕾 木賊山にて | 葉 |